# Kidepoleeuwerik
De kidepoleeuwerik (Corypha kidepoensis, synoniem Corypha hypermetra) is een zangvogel uit de familie Alaudidae (leeuweriken). Eerder was dit een ondersoort van de grote struikleeuwerik (C. hypermetra).

## Verspreiding en leefgebied
Deze soort komt voor in het oosten van Afrika en telt twee ondersoorten:
- C. k. kathangorensis: zuidoostelijk Soedan.
- C. k. kidepoensis: zuidelijk Soedan en noordoostelijk Oeganda.